# Crytea immaculaticeps
Crytea immaculaticeps är en stekelart som beskrevs av Heinrich 1968. Crytea immaculaticeps ingår i släktet Crytea och familjen brokparasitsteklar. Inga underarter finns listade i Catalogue of Life.